# Einar Kárason
Einar Kárason (Reykjavík, 24 novembre 1955) è uno scrittore e sceneggiatore islandese.

## Biografia
Nato a Reykjavík nel 1955, ha studiato teoria letteraria prima di trasferirsi a Copenaghen nel 1979 e soggiornarvi per 4 anni.
Ha iniziato ascrivere nel 1978 dedicandosi inizialmente alla poesia e nel 1981 ha pubblicato il suo primo romanzo, Þetta eru asnar Guðjón e successivamente ha dato alle stampe una trilogia ambientata in un birrificio di Reykjavík trasposta a teatro e al cinema.
Vincitore nel 2008 del Premio Letterario Islandese nella categoria "Narrativa" con Ofsi, nel 2020 il suo romanzo Gabbiani nella tempesta, epopea del peschereccio Máfur al largo dell'isola Terranova ambientata nel 1959,  ha ricevuto il Kulturhuset Stadsteatern International Literature Prize.

## Opere principali

### Trilogia Reykjavík
- Þar sem djöflaeyjan rís (1983)
- Gulleyjan (1985)
- Fyrirheitna Landið (1989)

### Romanzi
- Þetta eru asnar Guðjón (1981)
- Heimskra manna ráð (1992)
- Kvikasilfur (1994)
- Norðurljós (1998)
- Óvinafagnaður (2001)
- Stormur (2003)
- Ofsi (2008)
- Skáld (2012)
- Skálmöld (2014)
- Passíusálmarnir (2016)
- Gabbiani nella tempesta (Stormfuglar, 2018), Torino, Einaudi, 2020 traduzione di Stefano Rosatti ISBN 978-88-06-24438-5.
- Með sigg á sálinni (2019)

## Filmografia parziale

### Sceneggiatore
- White Whales (Skytturnar), regia di Friðrik Þór Friðriksson (1987)
- Devil's Island (Djöflaeyjan), regia di Friðrik Þór Friðriksson (1996)
- Falcons (Fálkar), regia di Friðrik Þór Friðriksson (2002)

## Premi e riconoscimenti
- Premio Letterario Islandese: 2008 vincitore nella categoria "Narrativa" con Ofsi
- Kulturhuset Stadsteatern International Literature Prize: 2020 vincitore con Gabbiani nella tempesta